# Yeşilköy (Kaş)

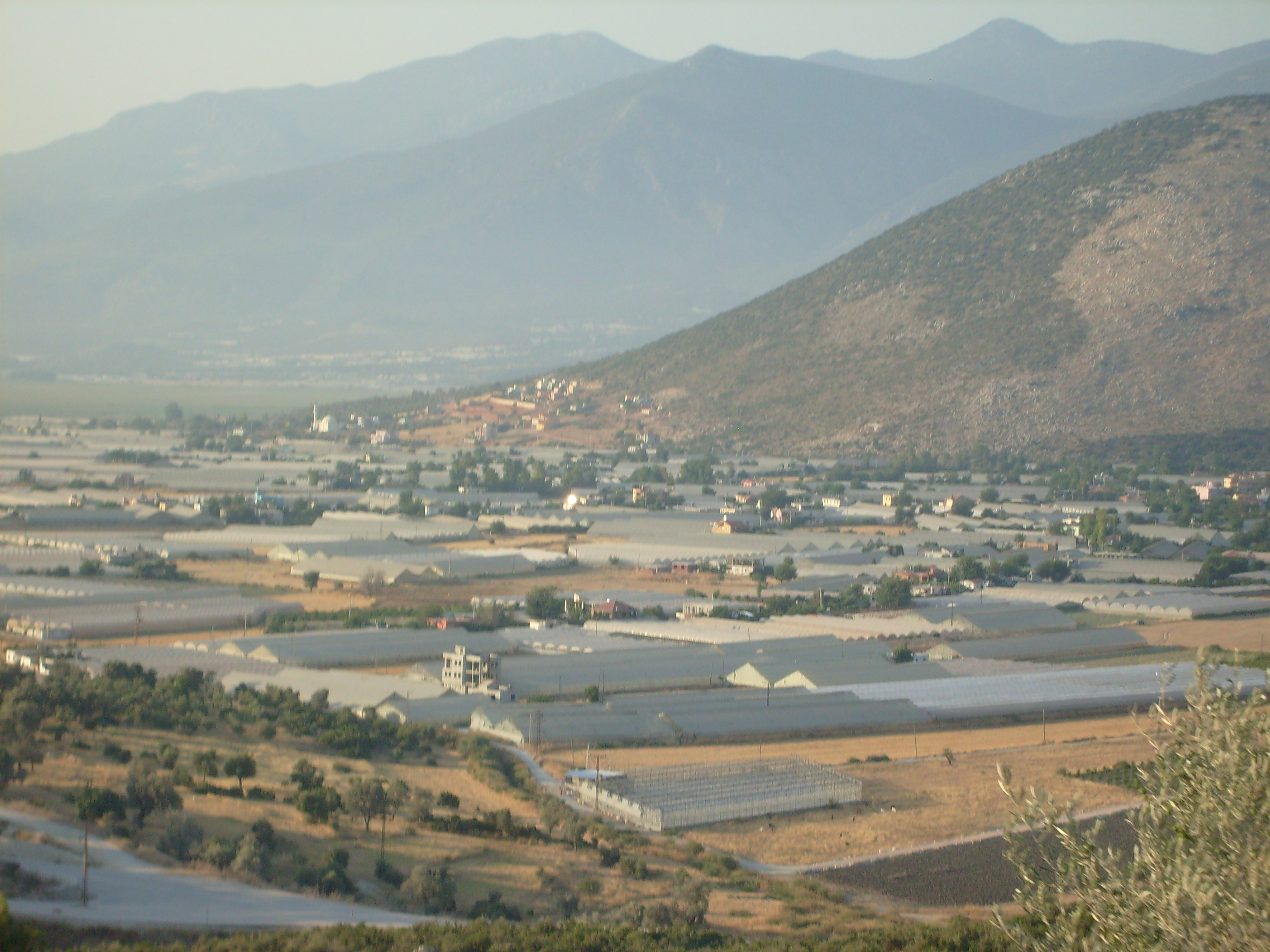
Yeşilköy vom Hang aus gesehen

Yeşilköy (türkisch für „grünes Dorf“)  ist ein Mahalle der Gemeinde Kaş, die ihrerseits Teil der Großstadtkommune (Büyükşehir Belediyesi) Antalya ist, und liegt 5 km nordwestlich von Kalkan. Der alte Name von Yeşilköy lautet Fırnaz.
Der Hauptwirtschaftszweig ist die Landwirtschaft, insbesondere der Tomatenanbau. Dementsprechend befinden sich hier viele Gewächshäuser. Es ist 10 km von Patara entfernt, der Tourismus spielt keine Rolle. 

## Verkehr
Yeşilköy liegt an der D400. Es gibt Dolmuş-Verkehr in Richtung Fethiye und Antalya. 